# Левантийски коридор
Левантийският коридор е термин означаващ сравнително тясната ивица между Средиземно море на северозапад и пустините на югоизток, който свързва Африка (Древна Либия и Древен Египет през древността) към Евразия (Шумер, т.е. приморската страна и Елам през древността). Този коридор е сухопътен маршрут за/на миграция както на животни, така и на хуманоиди между Африка и Евразия. 
Приема се, че ранните хуминиди се разпространили от Африка в Азия и Европа чрез левантийския коридор и Африканския рог. Левантийският коридор заема най-западната част на Плодородния полумесец и малка източна част от Месопотамия, т.е. част от Древна Сирия с местата около Ебла и Угарит и региона на древната Мари.
Ботаниците също припознават този коридор като посредническо място за/на разпръскване на растителни видове. 
Съвременни генетични проучвания разкриват, че левантийският коридор е играл по-значима посредническа роля през палеолита и мезолита двупосочно, т.е. като мост за преселение на народи (установимо от някои хромозоми) между Африка и Евразия, отколкото Африканския рог. 
Първата по-развита култура по тези места е натуфийската, а първото селище от градски тип е южно разположения къмто Синай и нилската делта - Йерихон.  Терминът е не само археологически и антропологически, а и физиографски, като често се употребява за зоната ведно с Кипър, където и настъпват важните събития по време на т.нар. неолитна революция. 